# ヨハネス・ヴィーゼ
ヨハネス・ヴィーゼ(ドイツ語: Johannes Wiese、1915年3月7日 - 1991年8月16日)は、ドイツの軍人。最終階級は国防軍で少佐、連邦軍で大佐。第二次世界大戦では、総出撃回数480回、総撃墜数133機を記録したエース・パイロットであり、その戦功から柏葉付騎士鉄十字章を受章した。

## 経歴
第二次世界大戦では、ヴィーゼは主に第52戦闘航空団第I飛行隊第2飛行中隊に所属し、飛行隊長も務めあげた。また独ソ戦で大いに活躍し、1943年7月5日には1日で12機を撃墜する記録を打ち立てている。その十数日後の7月17日には総撃墜数100機に到達したが、これはドイツ国防軍空軍の中で45人目である。
ヴィーゼは第二次世界大戦を通して前述のような戦果を上げているが、未確認ながらさらに25機の撃墜を上げている。彼の総撃墜数の内、70機がソ連軍攻撃機Il-2であったことから、ソ連の軍人から一目置かれていた。そのため、ソ連兵からクバーニのライオンとあだ名された。
1944年12月1日、ヴィーゼは第77戦闘航空団司令に就任。しかしその3週間後、イギリスの戦闘機スーパーマリン スピットファイアとの交戦で被撃墜された。彼の搭乗機がスピットファイアに被撃墜された際、彼は脱出したが、それは地上9000メートルでのことだった。しかしパラシュートが開いたのは地上僅か80メートルでのことであったため、結果として重傷を負ってしまった。それにより、司令職をエーリヒ・レイエに譲り、彼自身は病院での生活を余儀なくされた。終戦後、アメリカ軍による拘束からは数週間程度で解放されたが、その後1945年9月からソ連で4年程抑留されている。

## 叙勲
- 空軍名誉杯 (1942年11月6日)[3]
- 空軍前線飛行章
  - 銀空軍前線飛行章 (1941年10月11日)[4]
  - 黄金空軍前線飛行章 (1942年7月13日)[4]
- 鉄十字章
  - 二級鉄十字勲章1939年章 (1941年9月27日)[5]
  - 一級鉄十字勲章1939年章 (1942年5月1日)[5]
- ドイツ十字章
  - ドイツ十字章金章 (1942年12月5日)[6]
- 騎士鉄十字章
  - 騎士鉄十字章 (1943年1月5日)[7]
  - 柏葉付騎士鉄十字章 (1944年3月2日)[7]